# Cañizal
Cañizal – gmina w Hiszpanii, w prowincji Zamora, w Kastylii i León, o powierzchni 35,29 km². W 2011 roku gmina liczyła 501 mieszkańców.